# Columbia Point
Columbia Point, ou parfois péninsule de la baie Dorchester, est une péninsule située dans le quartier de Dorchester à Boston, au Massachusetts.
La péninsule est principalement occupée par des logements, l'université du Massachusetts à Boston, la John F. Kennedy Presidential Library and Museum, l'Edward M. Kennedy Institute for the United States Senate (en), la Boston College High School (en) et les Massachusetts Archives (en).
Old Harbor Park se trouve sur le côté nord et fait partie de baie de Dorchester.
Le Boston Harborwalk (en) suit l'ensemble du littoral de la péninsule.